# SE-05
A SE-05 é uma via do município de Nova Iguaçu, chamada de Rua Coronel Francisco Soares. Possui 1,5 km de extensão, ligando o Centro à Via Dutra. Como corta o Centro de Nova Iguaçu, tem trânsito complicado durante quase todo o dia. É uma das entradas da cidade pela Via Dutra. Em boa parte de sua extensão, serve de ponto de partida de linhas intermunicipais, que ligam Nova Iguaçu a localidades nos municípios de Belford Roxo, Mesquita e Nilópolis.